# Hryhorij Jarmasz
Hryhorij Petrowycz Jarmasz, ukr. Григорій Петрович Ярмаш (ur. 4 stycznia 1985 roku w Załoźcach, w obwodzie tarnopolskim, Ukraińska SRR) – ukraiński piłkarz występujący na pozycji obrońcy lub pomocnika, reprezentant Ukrainy.

## Kariera piłkarska

### Kariera klubowa
Wychowanek Szkoły Kultury Fizycznej we Lwowie, skąd przeszedł do Akademii Pawła Jakowenki Dynama Kijów. W 2001 rozpoczął karierę piłkarską w Borysfenie Boryspol, do którego został wypożyczony. Potem występował najpierw w trzeciej, a potem w drugiej drużynie Dynama Kijów. W 2005 przeszedł do Worskły Połtawa. 30 listopada 2010 roku podpisał kontrakt z Zorią Ługańsk. Po zakończeniu sezonu 2016/17 postanowił zakończyć karierę piłkarza.

### Kariera reprezentacyjna
Występował w reprezentacji Ukrainy U-19.
Na młodzieżowych Mistrzostwach Europy U-21 rozgrywanych w 2006 roku w Portugalii jako zawodnik reprezentacji Ukrainy zdobył tytuł wicemistrza Europy.
24 maja 2008 debiutował w reprezentacji Ukrainy w meczu towarzyskim z Holandią, przegranym 0:3.

## Sukcesy i odznaczenia

### Sukcesy klubowe
- zdobywca Pucharu Ukrainy: 2009

### Sukcesy reprezentacyjne
- wicemistrz Europy U-21: 2006

### Sukcesy indywidualne
- wybrany do listy najlepszych piłkarzy roku na Ukrainie: 2007